# ماتاله پولواتا
ماتاله پولواتا (به لاتین: Matale Polwatta) یک منطقهٔ مسکونی در سری‌لانکا است که در استان مرکزی (سری‌لانکا) واقع شده‌است.